# Wolf Wajsbrot
Pour les articles homonymes, voir Wajsbrot.
Wolf Wajsbrot est un résistant juif et communiste polonais né à Kraśnik (Pologne) le 3 mars 1925 et mort pour la France le 21 février 1944, fusillé au fort du Mont-Valérien. Il fait partie des 23 résistants communistes fusillés, soldats volontaires des FTP-MOI au sein du Groupe Manouchian-Boczov-Rayman  des FTP-MOI de la région parisienne, dont une dizaine avaient leur portrait sur l'Affiche rouge.

## Biographie
Wolf Wajsbrot réside au 153, rue de Paris à Ivry-sur-Seine et, de 1939 à 1942, apprend la mécanique à l'École du travail (centre d'apprentissage pour jeunes Juifs) du 4 bis, rue des Rosiers.
Il s'engage dans les Francs-tireurs et partisans - Main-d'œuvre immigrée (FTP-MOI) probablement au cours de l'été 1942. Il participe avec le 2e détachement FTP-MOI à l'action du 3 janvier 1943, avenue de Lowendal dans le 7e arrondissement de Paris, où des Allemands sont tués et blessés. En juillet 1943, il est versé dans le « détachement des dérailleurs » des FTP-MOI de la région parisienne et participe à de nombreux déraillements de trains. Il habite alors à Paris dans une chambre louée sous un faux nom par sa petite amie, Sarah Danciger. 
Arrêté en même temps que cette dernière le 17 novembre 1943 par la police française (Brigades spéciales des Renseignements généraux), il déclare que sa mère a été déportée après la rafle du Vel' d'Hiv' pour la protéger. En réalité, selon un témoignage de la sœur de Wolf Wajsbrot, sa mère (veuve depuis 1935) et ses six frères et sœurs échapperont aux rafles et survivront à la guerre,. Sarah Danciger, quant à elle, sera déportée à Auschwitz, d'où elle ne reviendra pas. Emprisonné à Fresnes, Wolf est condamné à mort par une cour militaire allemande le 18 février 1944 et fusillé le 21 février 1944 au fort du Mont-Valérien avec 21 de ses camarades du « Groupe Manouchian »,,.

## Affiche rouge
Il figure sur l'« Affiche rouge » éditée par les Allemands :

« Wasjbrot, Juif polonais, 1 attentat, 3 déraillements ».

## Distinctions
- Médaille de la Résistance, décernée à titre posthume par décret du 31 mars 1947, publié au Journal Officiel le 26 juillet 1947.

## Divers
- Profession : apprenti mécanicien.
- Lieux d'habitation : Ivry-sur-Seine ; Paris 3e.

## Hommages
Le nom (et la photographie) de Wolf Wajsbrot figurent au cimetière parisien de Pantin (Seine-Saint-Denis). Il a été gravé sur l'un des monuments funéraires de la Société des amis de Krasnik, où une plaque commémorative a été déposée par sa mère.
Son nom est inscrit sur la cloche du Mémorial de la France combattante au fort du Mont-Valérien, ainsi que sur la plaque commémorative dédiée au groupe Manouchian à Ivry-sur-Seine, au Blanc-Mesnil, de même qu'à proximité de la gare d'Évry-Petit-Bourg.
Le 21 février 2024, il est cité « Mort pour la France », ainsi que ses 23 autres camarades,  avec l'entrée de Missak et de Mélinée Manouchian lors de la cérémonie de panthéonisation en présence d'Emmanuel Macron, président de la République française. Une plaque portant son nom et ceux des 23 résistants du groupe Manouchian est apposée au Panthéon. Son portrait figure avec les autres camarades du groupe des FTP-MOI de l'Ile-de-France.

## Liste des membres du groupe Manouchian exécutés

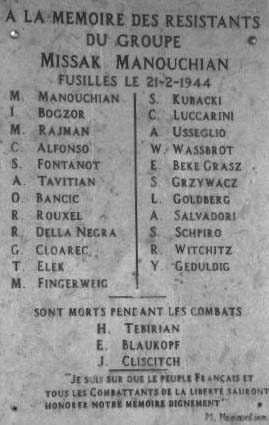
Mémorial de l'Affiche rouge à Valence.

La liste suivante des 23 membres du groupe Manouchian exécutés par les Allemands signale par la mention (AR) les dix membres que les Allemands ont fait figurer sur l'Affiche rouge :
- Celestino Alfonso (AR), Espagnol, 27 ans ;
- Olga Bancic, Roumaine, 32 ans (seule femme du groupe, guillotinée en Allemagne le 10 mai 1944) ;
- Joseph Boczov [József Boczor; Wolff Ferenc] (AR), Hongrois, 38 ans. Ingénieur chimiste ;
- Georges Cloarec, Français, 20 ans ;
- Rino Della Negra, Italien, 19 ans ;
- Thomas Elek [Elek Tamás] (AR), Hongrois, 18 ans. Étudiant ;
- Maurice Fingercwajg (AR), Polonais, 19 ans ;
- Spartaco Fontanot (AR), Italien, 22 ans ;
- Jonas Geduldig, Polonais, 26 ans ;
- Emeric Glasz [Békés (Glass) Imre], Hongrois, 42 ans. Ouvrier métallurgiste ;
- Léon Goldberg, Polonais, 19 ans ;
- Szlama Grzywacz (AR), Polonais, 34 ans ;
- Stanislas Kubacki, Polonais, 36 ans ;
- Cesare Luccarini, Italien, 22 ans ;
- Missak Manouchian (AR), Arménien, 37 ans ;
- Armenak Arpen Manoukian, Arménien, 44 ans ;
- Marcel Rayman (AR), Polonais, 21 ans ;
- Roger Rouxel, Français, 18 ans ;
- Antoine Salvadori, Italien, 24 ans ;
- Willy Schapiro, Polonais, 29 ans ;
- Amedeo Usseglio, Italien, 32 ans ;
- Wolf Wajsbrot (AR), Polonais, 18 ans ;
- Robert Witchitz (AR), Français, 19 ans.